# تاريخ مجتمع الميم في الولايات المتحدة
يتحدث المقال عن تاريخ مجتمع الميم في الولايات المتحدة.

## القرن الثامن عشر والقرن التاسع عشر
اعتُبرت جرائم مثل «اللواط» جريمة عقوبتها الإعدام في بعض الولايات، وذلك مع تأسيس الولايات المتحدة بعد الثورة الأمريكية، بينما اعتُبر التشبّه بالجنس الآخر (كروسّ دريسينغ) جناية يُعاقب عليها بالسجن أو أشكال أخرى من العقاب البدني.
نشر نوح ويبستر قاموس ويبستر الأمريكي الأصلي للغة الإنجليزية (قاموس ويبستر) في عام 1828. أدرج العديد من مصطلحات مجتمع الميم في كتابه، ولكنه ركز على المصطلحات الخاصة بالممارسات الجنسية للمثليين وتجاهل الممارسات الجنسية للمثليات: لوطي (باغر)، لواط (باغري)، مَرَضي (باثيك)، لِواط (بيديراست)، لِواطيّ (بيديراستك)، حب الغلمان (بيديراستي)، لواط (سودومي)، لوطي (سودومايت)، واستشهد أحيانًا بنسخة الملك جيمس. استشهد ويبستر بالرسالة الأولى إلى أهل كورنثوس النسخة السادسة لتعريف السياق المثلي لمصطلح المعتدي. اقتبس مرة أخرى من سفر التكوين (18) لربط مصطلح بكاء بسدوم وعمورة. احتُمل أن كلًّ من الرئيسين الأمريكيين جيمس بيوكانان وخلفه أبراهام لينكولن مثليا الجنس، ونُظر في جنسانية أبراهام لنكولن لأكثر من قرن. لعل أكبر دليل يربط لينكولن بالمثلية الجنسية هو قصيدة كتبها في شبابه جاء فيها: «لكن بيلي تزوج فتى».
كان أفراد مجتمع الميم حاضرين طوال تاريخ البلاد ما بعد الاستقلال، إذ خدم المثليون في جيش الاتحاد في الحرب الأهلية الأمريكية. شهدت الولايات المتحدة ظهور شعرِها الأوراني بعد أن بدأت حركة الأوراني بالظهور في العالم الغربي. نفى والت ويتمان مثليته في رسالة بعد أن سُئل صراحة عن ميله الجنسي من قبل جون أدينغتون سيموندز. أصبح هوراشيو ألجر -وهو كاتب آخر في حقبة الحرب الأهلية- وزيراً موصومًا في عام 1866، بعد أن اكتُشف أنه مذنب في حب الغلمان. كتب بايارد تايلور كتاب جوزيف وصديقه: قصة بنسلفانيا في عام 1870. كتب أرشيبالد كليفيرينغ غونتر قصة مثليات عام 1896 وُظّفت في فيلم عام 1914 «سحر فلوريدا».
فُرضت قيود على التسكع والإغواء الجنسي في الأماكن العامة في أواخر القرن التاسع عشر من قبل العديد من الدول (استهدفت تحديدًا التماس الجنسي المثلي من بين أمور أخرى)، وفُرضت قيود أشد بصورة متزايدة على «المنحرفين» الذين شاع وجودهم قبل نهاية القرن. صدرت قوانين اللواط في الولايات المتحدة بشكل منفصل على مدار أربعة قرون، وتختلف من ولاية لأخرى.
حدد المؤرّخون العديد من الأمثلة على أزواج من نفس الجنس عاشوا ضمن علاقات كأنها زوجية، حتى ولو لم يكن بإمكانهم تقديسها بصورة قانونية. وثقت رايتشل هوب كليفس العلاقة بين تشاريتي براينت وسلفيا دريك اللتان عاشتا في فيرمونت في القرن التاسع عشر، في كتابها لعام 2014 تشاريتي وسيلفيا: زواج مثليّ في بدايات أمريكا، وتحدثت سوزان لي جونسون عن قصة جايسون تشامبرلين وجون تشافي، وهما زوجان من كالفيورنيا، بقيا معًا لأكثر من خمسين عامًا حتى وفاة تشافي في عام 1903، في كتابها لعام 1903 معكسر هدير: العالم الاجتماعي لحمى الذهب في كاليفورنيا. انخرطت السيدة الأولى السابقة بالنيابة روز كليفلاند في علاقة مثلية مع إيفانجلين مارس سيمبسون حوالي عام 1890، وبمراسلات جنسية صريحة، بردت هذه العلاقة عندما تزوجت إيفانجلين من هنري بنجامين ويبل، ولكن جدّدت الاثنتان علاقتهما بعد وفاة ويبل في عام 1901، وانتقلتا إلى إيطاليا معًا في عام 1910.
سُمح لهنري أوليفر ووكر برسم لوحة جدارية في مكتبة الكونغرس في عام 1898. كان ما رسمه الفنان غريب الأطوار صدمة للمشاعر المتدينة: لوحة جدارية للغلام غانيمادس معشوق زيوس على نسر، وهي مشتقة من الأساطير اليونانية.

## 1969-1999

### تحرّر المثليين
انغمست فلسفة «التحرر» الأكثر اشتراكية -التي بدأت في إنشاء فصائل مختلفة داخل حركة الحقوق المدنية وحركة القوة السوداء والحركة المناهضة للحرب والحركة النسوية- أيضًا في حركة هوموفيل في أواخر الستينيات. وجد جيل جديد من المثليين والمثليات من الشباب الأمريكيين نضالهم داخل حركة أوسع لتفكيك العنصرية، والتمييز الجنسي، والإمبريالية الغربية، والأعراف التقليدية المتعلقة بالمخدرات والجنسانية. كان لهذا المنظور الجديد بشأن تحرر المثليين نقطة تحول رئيسية مع حدوث أعمال شغب ستونوول في عام 1969.
داهمت الشرطة في الساعات الأولى من يوم 28 يونيو 1969 حانة للمثليين/ مغايري الهوية الجندرية المعروفة باسم «ستونوول إن» في قرية غرينتش في مانهاتن، إذ كانت ممارسة شائعة للشرطة في ذلك الوقت. شهد هذا النوع من المداهمات -الذي كان يحصل غالبًا في أثناء انتخابات المدينة- تطورًا جديدًا عندما بدأ بعض الزبائن في الحانة بمقاومة اعتقالات الشرطة بفعالية. كان بعض ما تبعه محل نزاع، ولكن ما لا خلاف عليه هو أنه للمرة الأولى قامت مجموعة كبيرة من المثليين والمثليات ومزدوجي الميول الجنسي والعابرين الأمريكيين -الذين شاركوا قليلا أو لم يشاركوا سابقًا في حركة حقوق المثليين المنظمة مسبقا- بأعمال شغب مدة ثلاثة أيام ضد مضايقة الشرطة ووحشيتها.
لم يكن هؤلاء النشطاء الجدد مهذبين أو محترمين، بل كانوا نشطاء غاضبين جابهوا الشرطة، ووزعوا منشورات تهاجم سيطرة المافيا على حانات المثليين ومختلف قوانين مكافحة الرذيلة، التي سمحت للشرطة بمضايقة الرجال المثليين ومؤسسات شرب المثليين. يشار إلى هذه الموجة الثانية من حركة حقوق المثليين غالبًا باسم حركة تحرر المثليين لتمييزها عن حركة الهوموفيل السابقة.
أُنشئت منظمات جديدة لتحرر المثليين مثل جبهة تحرر المثليين (جي إل إف) في مدينة نيويورك، وتحالُف الناشطين المثليين (جي إيه إيه). انخرطت هذه المنظمات الجديدة في مسرح الشوارع الملون الغاضب، تماشيًا مع الإحباط الجماعي لدى أفراد الميم، واعتماد الفلسفات الاشتراكية التي رُوّج لها في أواخر الستينيات والسبعينيات من القرن العشرين. نشرت جي إل إف «مانيفيسفتو المثليين» تأثرًا بعمل بول غودمان بعنوان «سياسة أن تكون كُوير» (1969).
انتشرت حركة تحرر المثليين إلى دول في جميع أنحاء العالم، وأثرت بشدة على العديد من المنظمات الحديثة لحقوق المثليين. أُسّس -من هذا المنطلق- عدد من منظمات المناصرة المعاصرة بنُهج مختلفة: يتبع مجلس حقوق الإنسان -الذي تشكل في عام 1980- تقاليد إصلاحية أكثر توجهًا نحو الطبقة الوسطى، في حين تحاول منظمات أخرى مثل فريق عمل المثليين والمثليات (إن جي إل تي إف) -الذي أُسس في عام 1973- أن تكون شعبية المنحى، وأن تدعم المجموعات المحلية والدولية لإحداث التغيير من نقطة الصفر.
كانت مجموعة دايكشاكتس في الولايات المتحدة، أول مجموعة من الميم قدمت الشرطة إلى المحكمة بسبب وحشية الشرطة في قضية دايكشاكتس ضد مدينة فيلادلفيا. تعرّض أعضاء مجموعة دايكشاكتس الذين قدموا الشرطة إلى المحكمة -المعروفون الآن باسم «دايكشاكتس الستة»- للضرب من قبل كتيبة الدفاع المدني في فيلادلفيا في مظاهرة من أجل حقوق مجتمع الميم في 4 ديسمبر 1975.
كان توماس ساس من أوائل العلماء الذين تحدوا الفكرة القائلة بأن المثلية الجنسية اضطراب عقلي. ادّعى في كتابه «الكيمياء الشعائرية» (1973) أن نفس الاضطهاد الذي مورس بحق السحرة واليهود والغجر والمثليين يُمارس الآن بحق «مدمني المخدرات» و«المجانين».